# Liste des boursiers Killam, par ordre alphabétique M
| Nom                  | Année | Université                      | Discipline            |
| -------------------- | ----- | ------------------------------- | --------------------- |
| N.H. MacKenzie       | 1979  | Université Queen's              | Anglais               |
| G.O. Mackie          | 1986  | Université de Victoria          | Biologie              |
| W.S. MacNutt         | 1970  | Université du Nouveau-Brunswick | Histoire              |
| B.F. Madore          | 1986  | Université de Toronto           | Physique              |
| Dominique Maestracci | 1973  | Université de Sherbrooke        | Médecine              |
| Patrick Mahony       | 1993  | Université de Montréal          | Littérature comparée  |
| Laurent Mailhot      | 1986  | Université de Montréal          | Français              |
| K.H. Mann            | 1980  | Université Dalhousie            | Biologie              |
| M.R. Marrus          | 1978  | Université de Toronto           | Histoire              |
| S. Mason             | 2001  | Université York                 | Histoire ancienne     |
| K.O. May             | 1971  | Université de Toronto           | Mathématiques         |
| D. McCalla           | 1998  | Trent                           | Histoire              |
| J.K. McConica        | 1976  | Université de Toronto           | Histoire              |
| J.W. McConkey        | 1986  | Université de Windsor           | Physique              |
| P.J. McCormick       | 1991  | Université d'Ottawa             | Linguistique comparée |
| A.B. McDonald        | 1998  | Université Queen's              | Physique              |
| A.G. McKay           | 1979  | Université McMaster             | Littérature           |
| J.S. McMaster        | 1987  | Université de l'Alberta         | Anglais               |
| K.W. McNaught        | 1975  | Université de Toronto           | Histoire              |
| D.J. McQueen         | 1992  | Université York                 | Biologie              |
| K.D. McRae           | 1977  | Université Carleton             | Sciences politiques   |
| J. C. Meagher        | 1996  | Université de Toronto           | Anglais               |
| D. Meichenbaum       | 1988  | Université Waterloo             | Psychologie           |
| J. Meisel            | 1968  | Université Queen's              | Sciences politiques   |
| Igor Melcuk          | 1988  | Université de Montréal          | Linguistique          |
| J.R. Melvin          | 1971  | UWO                             | Économique            |
| A.J. Merer           | 1988  | Université of British Columbia  | Chimie                |
| B.S. Merrilees       | 1989  | Université de Toronto           | Linguistique          |
| Georges Michaud      | 1987  | Université de Montréal          | Physique              |
| M.H. Millgate        | 1986  | Université de Toronto           | Anglais               |
| M.H. Millgate        | 1974  | Université de Toronto           | Anglais               |
| P. Milman            | 1999  | Université de Toronto           | Mathématiques         |
| Anthony Moffat       | 1998  | Université de Montréal          | Astrophysique         |
| Clément Moisan       | 1989  | Université Laval                | Linguistique comparée |
| R. Montgomerie       | 2002  | Université Queen's              | Biologie              |
| I.D. Moore           | 2002  | Université Queen's              | Génie                 |
| D.P. Morton          | 1983  | Université de Toronto           | Histoire              |
| M. Moskovits         | 1989  | Université de Toronto           | Chimie                |
| N. Mrosovsky         | 1994  | Université de Toronto           | Biologie              |
| B.B. Murdock         | 1984  | Université de Toronto           | Psychologie           |
| M.R. Murty           | 1998  | Université Queen's              | Mathématiques         |